# Yuki Matsumoto
Yuki Matsumoto (松本 祐樹 Matsumoto Yuki?, nacido el 22 de enero de 1989 en Saitama) es un futbolista japonés que se desempeña como delantero.

## Trayectoria

### Clubes
| Club                | País  | Año         |
| ------------------- | ----- | ----------- |
| SC Sagamihara       | Japón | 2011 - 2014 |
| MIO Biwako Shiga    | Japón | 2015        |
| FC Maruyasu Okazaki | Japón | 2016 -      |

## Estadística de carrera

### J. League
| Club          | Año   | J. League | J. League | Copa J. League | Copa J. League | Total | Total |
| Club          | Año   | Part.     | Goles     | Part.          | Goles          | Part. | Goles |
| ------------- | ----- | --------- | --------- | -------------- | -------------- | ----- | ----- |
| SC Sagamihara | 2014  | 32        | 5         | -              | -              | 32    | 5     |
| Total         | Total | 32        | 5         | 0              | 0              | 32    | 5     |